# Шеканясь
Шеканя́сь (тат. Шәкәнәч) — деревня в Атнинском районе Республики Татарстан, в составе Большеатнинского сельского поселения.

## География
Село находится на левом притоке реки Атня, в 3 км к югу от районного центра, села Большая Атня.

## История
Деревня основана в первой половине XVIII века. В дореволюционных источниках упоминается также под названиями Новопоселённая Шикенас, Шукенясь.
В XVIII – первой половине XIX века жители относились к категории государственных крестьян. Основные занятия жителей в этот период – земледелие и скотоводство.
В «Списке населенных мест по сведениям 1859 года», изданном в 1866 году, населённый пункт упомянут как казённая деревня Шукенясь 2-го стана Казанского уезда Казанской губернии. Располагалась при безымянном ручье, по левую сторону большого торгового тракта из Казани в Уржум, в 56 верстах от губернского города Казани и в 28 верстах от становой квартиры в заштатном городе Арске. В деревне в 32 дворах жили 213 человек (108 мужчин и 105 женщин). Была мечеть.
В начале XX в. функционировала мечеть. В этот период земельный надел сельской общины составлял 496,4 десятины.
В 1917 году в деревне открыта школа.
До 1920 года деревня входила в Больше-Атнинскую волость Казанского уезда Казанской губернии. С 1920 года в составе Арского кантона ТАССР. С 10 августа 1930 года в Тукаевском (с 25 марта 1938 года — Атнинский), с 12 октября 1959 года в Тукаевском, с 1 февраля 1963 года в Арском, с 25 октября 1990 года в Атнинском районах.

## Население
| 1782 | 1859 | 1897 | 1908 | 1920 | 1926 | 1938 | 1949 | 1958 | 1970 | 1979 | 1989 | 2002 | 2010 | 2015 |
| ---- | ---- | ---- | ---- | ---- | ---- | ---- | ---- | ---- | ---- | ---- | ---- | ---- | ---- | ---- |
| 64   | 213  | 310  | 416  | 377  | 371  | 374  | 246  | 178  | 208  | 174  | 125  | 135  | 119  | 111  |

Национальный состав деревни: татары.

## Экономика
Жители работают преимущественно в сельскохозяйственном производственном кооперативе «Тукаевский», занимаются полеводством, мясо-молочным скотоводством.

## Религиозные объекты
Мечеть (с 2013 года).